# Eterocerceis somala
Eterocerceis somala är en kräftdjursart som beskrevs av Messana 1990. Eterocerceis somala ingår i släktet Eterocerceis och familjen klotkräftor. Inga underarter finns listade i Catalogue of Life.